# パーシバル・スペンサー (陸上選手)
パーシバル・スペンサー（Percival Spencer、1975年2月24日 ‐ ）は、ジャマイカ・セント・メアリー教区出身で短距離走が専門の元陸上競技選手。100mで9秒98の自己ベストを持つ。100mで10秒の壁を突破したジャマイカ史上2人目の選手である。

## 経歴
1997年6月20日、100mで9秒98（+1.4）の自己ベストをマークし、ジャマイカの選手としてはレイモンド・スチュワート以来となる10秒の壁を破った。

## 自己ベスト
記録欄の（　）内の数字は風速（m/s）で、+は追い風、-は向かい風を意味する。
| 種目 | 記録          | 年月日        | 場所         | 備考           |
| 屋外 | 屋外          | 屋外          | 屋外         | 屋外           |
| ---- | ------------- | ------------- | ------------ | -------------- |
| 100m | 9秒98 (+1.4)  | 1997年6月20日 | キングストン |                |
| 100m | 9秒96w (+3.2) | 1998年5月2日  | アーリントン | 追い風参考記録 |
| 200m | 20秒21 (-1.8) | 1997年5月23日 | サンディエゴ |                |
| 室内 |               |               |              |                |
| 60m  | 6秒71         | 1999年2月7日  | ボストン     |                |

## 主要大会成績
| 年   | 大会         | 場所       | 種目    | 結果    | 記録          | 備考 |
| ---- | ------------ | ---------- | ------- | ------- | ------------- | ---- |
| 1996 | オリンピック | アトランタ | 200m    | 2次予選 | 20秒59 (+0.7) |      |
| 1996 | オリンピック | アトランタ | 4x100mR | 準決勝  | DQ (3走)      |      |
| 1997 | 世界選手権   | アテネ     | 100m    | 2次予選 | DNS           |      |